# Aoliabe

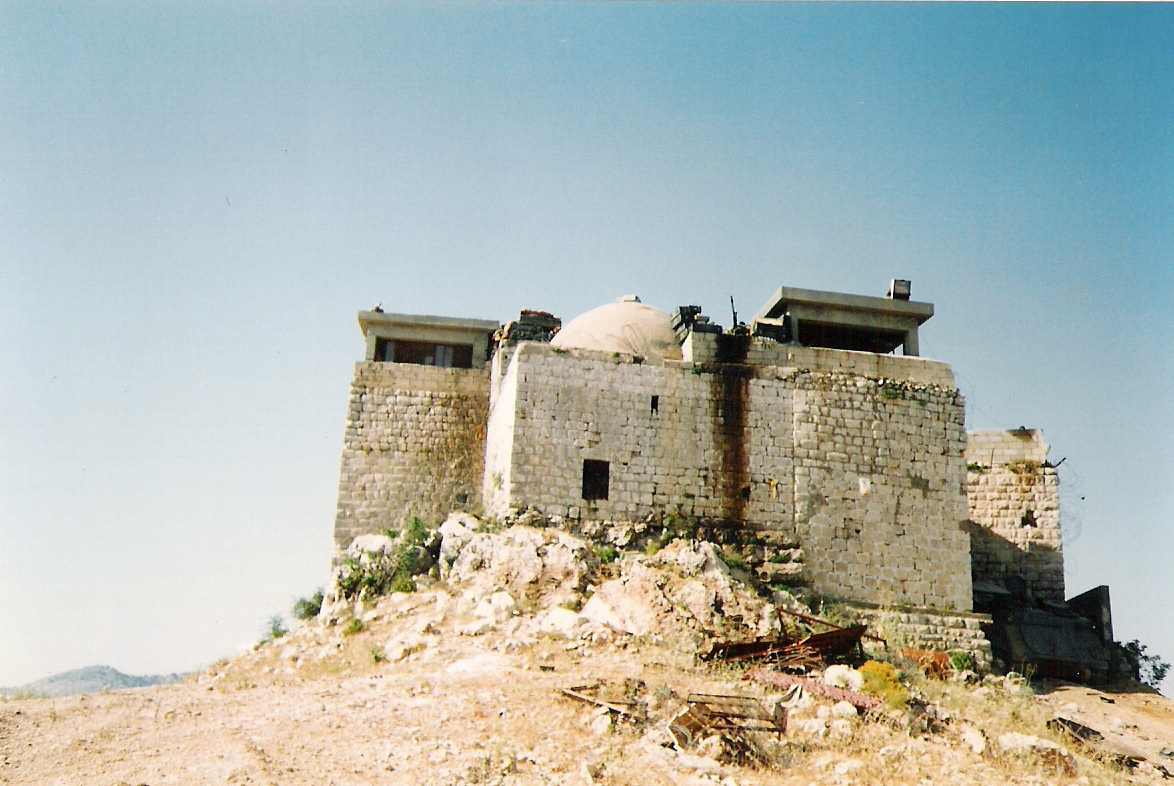
Santuário Nabi Sujude para Aoliabe ben Aisamaque, localizado no distrito de Jezzine. Destruído após a ocupação israelense do sul do Líbano

Na Bíblia, Aoliabe ( em hebraico:  אָהֳלִיאָב ʾĀholīʾāḇ, "tenda do pai"), filho de Aisamaque, da Tribo de Dã, trabalhou sob Besaliel como vice-arquiteto do Tabernáculo e dos utensílios que ele abrigava, incluindo a Arca da Aliança . Ele é descrito em Êxodo 38:23 como mestre em carpintaria, tecelagem e bordado . 
De acordo com Êxodo 31:1-6, Deus escolheu Aoliabe, filho de Aisamaque, da tribo de Dã, e o dotou com habilidades especiais para ajudar na construção do Tabernáculo. Ele foi descrito como um artista habilidoso, capaz de trabalhar com ouro, prata e bronze, além de ser capaz de esculpir madeira e pedra.
Aoliabe e seu colega Besaliel lideraram uma equipe de artesãos para construir o Tabernáculo de acordo com as especificações divinas. Eles foram responsáveis por criar as cortinas, o revestimento interno e externo, o altar de bronze, o objeto para o sacrifício, o pátio e as vestes sacerdotais. Além disso, Aoliabe e sua equipe também fizeram os utensílios do santuário, incluindo a Arca da Aliança e a Mesa dos Pães da Proposição.
Aoliabe é lembrado como um exemplo de alguém que usou suas habilidades e talentos dados por Deus para servir Sua causa e construir o Tabernáculo como um lugar de adoração para os israelitas. Seu trabalho exemplifica a importância de dedicar nossos dons e talentos ao serviço de Deus e Sua vontade.